# Volby v Norsku
Volby v Norsku jsou svobodné. Volí se do parlamentu, Sámského parlamentu a místních zastupitelstev. Do jednokomorového parlamentu je voleno 169 poslanců na čtyřleté volební období. Do Sámského parlamentu je voleno 39 členů taktéž na čtyřleté volební období.

## Dominantní politické strany
- Strana práce
- Pokroková strana
- Høyre
- Strana socialistické levice
- Strana středu
- Křesťanská lidová strana
- Venstre

## Související kategorie
- Politické strany v Norsku